# Condado de Petroleum
El condado de Petroleum (en inglés: Petroleum County), fundado en 1926, es uno de los 56 condados del estado estadounidense de Montana. En el año 2000 tenía una población de 493 habitantes, lo que lo convierte en el condado menos habitado de Montana. Su densidad poblacional de 0,114 personas por km². La sede del condado es Winnett.

## Geografía
Según la Oficina del Censo, el condado tiene un área total de 4336 km² (1674,1 mi²), de la cual 4284 km² (1654,1 mi²) es tierra y 52 km² (20,1 mi²) (1.20%) es agua.

### Condados adyacentes
- Condado de Phillips - norte
- Condado de Garfield - este
- Condado de Rosebud - sureste
- Condado de Musselshell - sur
- Condado de Fergus - oeste

## Carreteras
- U.S. Highway 87
- Carretera Estatal de Montana 200
- Montana Highway 244

## Demografía
En el 2000 la renta per cápita promedia del condado era de $24,107, y el ingreso promedio para una familia era de $32,667. En 2000 los hombres tenían un ingreso per cápita de $20,694 versus $17,188 para las mujeres. El ingreso per cápita para el condado era de $15,986. Alrededor del 23.20% de la población estaba bajo el umbral de pobreza nacional.

## Comunidades

### Pueblos
- Winnett

### Comunidades no incorporadas
- Cat Creek
- Flatwillow
- Teigen